# 瑟瑞妥单抗
瑟瑞妥单抗（INN：Seribantumab；开发代号：MM-121）是一种单克隆抗体，设计用于治疗癌症。它与HER3的胞外结构域结合，阻断NRG1结合，从而阻止受体的激活。
该药物由赛诺菲/梅里马克制药公司开发。